# Testé sur des humains
 (juin 2013).
Si vous disposez d'ouvrages ou d'articles de référence ou si vous connaissez des sites web de qualité traitant du thème abordé ici, merci de compléter l'article en donnant les références utiles à sa vérifiabilité et en les liant à la section « Notes et références ».
Testé sur des humains est une émission de télévision québécoise d'information et de divertissement animée par Jean-Michel Anctil ainsi que trois collaborateurs, diffusée entre le 12 avril 2010 et le 30 mai 2016 sur le réseau TVA. L'émission est un concept de Iann Saint-Denis, une idée originale de TVA Création.

## Distribution

### Animateurs
- André Robitaille (saisons 1 à 4)
- Jean-Michel Anctil (saisons 5 à 7)[1]

### Testeurs
- Tammy Verge (Saison 1)
- Christopher Hall (Saison 1)
- Anaïs Favron (Saisons 2 à 4)
- Pierre-Yves Lord (Saisons 2 à 7)
- Mélanie Maynard (Saison 5 à 7)[1]

## 1reSaison
Diffusée à partir du 12 avril 2010.
A été animée par André Robitaille accompagné de trois collaborateurs : Tammy Verge, Pierre-Yves Lord et Christopher Hall et des invités différents chaque semaine. 

## 2eSaison
Diffusée à partir du 4 avril 2011.
Toujours animée par André Robitaille accompagné de deux collaborateurs : Pierre-Yves Lord, Anaïs Favron et des invités différents chaque semaine.
Des segments en 3D ont été ajoutés sur le site de l'émission.

## 3eSaison
Diffusée à partir du 2 avril 2012.
Toujours animée par André Robitaille accompagné de deux collaborateurs : Pierre-Yves Lord, Anaïs Favron et des invités différents chaque semaine.

## 4eSaison
Diffusée à partir du 8 avril 2013.
Toujours animée par André Robitaille accompagné de deux collaborateurs : Pierre-Yves Lord, Anaïs Favron et des invités différents chaque semaine.

## 5eSaison
Diffusée à partir du 24 mars 2014.
Lors de la 5e saison Jean-Michel Anctil remplace André Robitaille comme animateur de l'émission et est accompagné de deux collaborateurs : Pierre-Yves Lord, Mélanie Maynard et des invités différents chaque semaine.